# Allen Baron
Pour les articles homonymes, voir Baron.
Allen Baron est un réalisateur, scénariste, producteur et acteur américain né en 1927 à New York dans l'État de New York (États-Unis). 

## Biographie
Il est surtout connu pour son film Baby Boy Frankie qui raconte le parcours d'un tueur solitaire et taciturne. Tourné en 1961 avec un très faible budget, ce film s'inscrit dans un genre noir typiquement new-yorkais qui donne quelques œuvres très intéressantes au début des années 1960, comme Shadows de John Cassavetes, un film qui est tourné quasiment pour la somme de 0 $, ou encore Who's That Knocking at My Door, tourné en 1969 par Martin Scorsese. En 1964, il réalise Terror in the city qui reprend sur un mode presque documentaire le thème des gangs de jeunes. Si le premier de ces deux films est aujourd'hui disponible en DVD, le second est quasiment invisible. Par la suite Allen Baron se recycle dans la réalisation et le scénario de séries télévisées.

## Filmographie

### comme Réalisateur
- 1959 : Hawaiian Eye (série télévisée)
- 1960 : Surfside 6 (en) (série télévisée)
- 1961 : Baby Boy Frankie (Blast of Silence)
- 1964 : Terror in the City
- 1965 : Hank (en) (série télévisée)
- 1965 : Permission jusqu'à l'aube (Mister Roberts) (série télévisée)
- 1966 : Jericho (série télévisée)
- 1968 : Les Bannis (The Outcasts) (série télévisée)
- 1968 : The Good Guys (en) (série télévisée)
- 1969 : My World and Welcome to It (en) (série télévisée)
- 1969 : Room 222 (série télévisée)
- 1969 : The Brady Bunch (série télévisée)
- 1970 : Nancy (série télévisée)
- 1970 : Arnie (en) (série télévisée)
- 1970 : L'Immortel (The Immortal) (série télévisée)
- 1970 : Night Gallery (série télévisée)
- 1972 : Le Sixième Sens (The Sixth Sense) (série télévisée)
- 1972 : Red, White and Busted (Outside In), avec G. D. Spradlin
- 1973 : Barnaby Jones (série télévisée)
- 1973 : Griff (série télévisée)
- 1974 : Joe le fugitif (en) (Run, Joe, Run) (série télévisée)
- 1974 : Lucas Tanner (en) (série télévisée)
- 1975 : Switch (TV)
- 1975 : Bronk (série télévisée)
- 1977 : The San Pedro Bums (TV)
- 1977 : La croisière s'amuse (The Love Boat) (série télévisée)
- 1978 : L'Île fantastique (Fantasy Island) (série télévisée)
- 1978 : Grandpa Goes to Washington (en) (série télévisée)
- 1979 : Shérif, fais-moi peur (The Dukes of Hazzard) (série télévisée)
- 1982 : Foxfire Light
- 1982 : Cagney et Lacey (Cagney & Lacey) (série télévisée)
- 1983 : Automan (Automan) (série télévisée)
- 1985 : The Lucie Arnaz Show (en) (série télévisée)
- 1986 : Fortune Dane (en) (série télévisée)

### comme scénariste
- 1961 : Baby Boy Frankie (Blast of Silence)
- 1964 : Terror in the City
- 1995 : Tödliche Liebe

### comme producteur
- 1961 : Everything's Ducky
- 1964 : Terror in the City

### comme acteur
- 1959 : Cuban Rebel Girls
- 1961 : Baby Boy Frankie (Blast of Silence) : Frank Bono